# Млади мутанти нинџа корњаче (ТВ серија из 2003)
Млади мутанти нинџа корњаче (енгл. Teenage Mutant Ninja Turtles) америчка је анимирана телевизијска серија, базирана на истоименом тиму суперхероја. Серија је почела са приказивањем 4. фебруара 2003. у Сједињеним Америчким Државама, а завршила се 27. марта 2010. Постоји 7 сезона и укупно 155 епизода.
Српску синхронизацију радио је студио Лаудворкс. Синхронизоване су сезоне 1–4 и 6. Емитовала се првобитно на Пинк ТВ (сезоне 1–2), ТВ Б92 (сезоне 3–4), Хепи ТВ и ТВ Ултра (сезоне 3–4 и 6). Прве 3 сезоне су комплетно синхронизоване, а од 4 сезоне само првих 14 епизода. Сезона 5 није никада синхронизована на српски или хрватски. Ову синхронизацију фанови сматрају најквалитетнијом и најпрофесионалнијом синхронизацијом серија из ове франшизе, након РТБ-ове синхронизације оригиналне серије.

## Синопсис
Док је прелазио улицу, дечак је носио акваријум са 4 мале корњаче . У исто време, један слепац је прелазио улицу, а у сусрет му је ишао камион. Други дечак, како би спасио слепца, потрчи и случајно гурне дечака с корњачама. Слепац је на крају био спашен, али акваријум са корњачама је пао и разбио се, а мале корњаче пале су у канализацију. Када је камион нагло закочио, из њега је испала лименка с необичном супстанцом. Лименка је такође упала у канализацију, разбила се, а мистериозна зелена материја прекрила је тела корњача. Сплинтер, пацов који је живео у том делу канализације, сажалио се на корњаче и окупао их у чаши воде. Убрзо је био прекривен истом супстанцом. Ова супстанца се звала " Мутаген " и имала је способност да изазове мутације код живих бића која дођу у контакт са њом. Развили су је ванземаљци Утроми који су се случајно срушили на Земљу у 11. веку . Због тога су се следећег јутра корњаче и Сплинтер пробудили већи и интелигентнији. Корњаче су пратиле Сплинтера где год је ишао. Када је једна корњача изговорила Сплинтерово име, одлучио је да их "усвоји" и научи нинџицу . Из једне књиге о ренесансној уметности, дао им је имена: Леонардо, Донатело, Рафаел и Микеланђело. Заједно ће се борити против својих непријатеља, а њихов највећи непријатељ је Шредер, или Ороку Саки .

## Ликови

### Главни ликови
Леонардо је незванични вођа Нинџа корњача. Има плави повез и две катане. Он је веома мудар и поштен, често превише самокритичан, јер увек себе највише криви за пораз. Након треће сезоне, када их је Шредер све замало могао убити, Леонардо је пао у депресију, јер није био у стању да заштити своју породицу. Често долази у сукоб са Рафаелом. Ипак, може се рећи да је највештија и наувежбанија корњача. Његов надимак је Лео. Веома је озбиљан. 
Рафаел је корњача са црвеним повезом. Он користи два саја као оружје. Прилично је јак. Често може бити саркастичан и циничан. Увек каже оно што мисли. Лако се наљути. Највише га нервира Микеланђело. Увек је спреман за акцију и борбу. Највише се дружи са Кејсијем. Има надимак Раф. 
Донатело је најпаметнија корњача. Има љубичасти повез и бо штап. Када има слободног времена, он увек нешто прави, смишља, поправља и конструише. Друге корњаче га воле, а потајно му се свиђа Ејприл. Увек покушава да реши проблем разговором, а не насиљем, ако је могуће. Његови надимци су Дон и Дони. 
Микеланђело је корњача са наранџастим повезом. Има две нунчаке. Он је најдуховитија корњача. Често се шали и прилично је неозбиљан, али често је и племенит. Воли да чита стрипове, гледа ТВ и игра видео игрице. Упија поп културу као сунђер. Његов надимак је Мајки. Често, својим упадицама и досеткама, иритира друге, посебно Рафа. 
Сплинтер је пацов који је мутирао заједно са корњачама. Некада је био кућни љубимац свог господара Хамата Јошија. Јоши је био врховни чувар Утрома, тј. штитио их је. Био је мајстор нинџицуа . Сплинтер је опонашао његове покрете и тако научио нинџицу . Када је Шредер, смртни непријатељ Утрома, провалио у њихову кућу, убио је Јошија јер није хтео да му ода утромске тајне информације. Тако је Сплинтер остао сам док се нису појавиле корњаче. Постао је њихов „отац” и сенсеи (учитељ борилачких вештина). Строг је по питању тренинга и веома је заштитнички настројен.

### Споредни ликови
Ороку Саки, или Шредер, је највећи непријатељ Нинџа корњача. Он је заправо Утром, али за разлику од осталих, он је зао. Превезли су га као затвореника у 11. веку на другу планету, али је саботирао свемирски брод и заједно су се срушили на Земљу. Онда није било технологије на Земљи, тако да су Утроми хиљаде година чекали да се развије технологија којом ће се вратити кући. Помоћу ексо-одела кретали су се неопажено међу људима, и увек су узимали одређену групу људи као своје чуваре, чији је члан био и Хамато Јоши у своје време. Шредер је такође основао своју војску - Нога нинџе или "Фут клан". Нога нинџе ће у првој епизоди - " Ствари се мењају " да дође у сукоб са Корњачама. Шредер има велику војску и много слуга: Нога нинџе, Елитне нинџе, Нинџа техничаре, Невидљиве нинџе, Мистичне нинџе, Хун, Бакстер Стокман, Караи... Има свој метални, бодежима прекривен оклоп. Корњаче су више пута поразиле Шредера, али се он сваки пут опоравио и обновио. У трећој сезони, након инвазије на Трицератонаца, Ороку Саки обновљао је својим богатством Њујорк, а заузврат је добио право да узме остатке свемирске технологије којом је изградио свемирски брод за себе. На самом крају треће сезоне, у епизоди " Одлазак ", Шредер је сазвао опроштајну вечеру за градоначелника и високо друштво Њујорка . После вечере, планирао је да оде на утромску планету, са намером да покори и уништи Утроме. Корњаче и Сплинтер су одлучили да га зауставе, па су упали у свемирски брод и лансирали се заједно са Шредером. Утроми су ухватили Шредера, заробили га и осудили на изгнанство на леденом астероиду . После треће сезоне, више се није појављивао, осим у петој сезони као Тенгу Шредер, демон из старог Јапана, и у седмој сезони као Сајбер Шредер, који је заправо био Шредеров клон . Треба напоменути да ни Тенгу Шредер ни Сајбер Шредер нису оригинални Шредер. Утромско име Шредера је Шрел . 
Ејприл О`Нил је пријатељица Нинџа корњача. Упознали су је у другој епизоди "Боља мишоловка", када је бежала од мишоловца доктора Бакстера Стокмана. Прво је радила за њега док није сазнала да користи мишоловце у криминалне сврхе, а не за чишћење града. Касније је отворила продавницу антиквитета "2nd time around". Врло је паметна. У последњој епизоди се венчала са Кејсијем Џоунсом. 
Кејси Џоунс је пријатељ Корњача. Док је био дечак, Хан и Љубичасти змајеви убили су његовог оца. Заклео се да ће им се осветити. Током борбе он носи маску за хокеј на лицу и као оружје користи хокејашке и бејзбол палице. Вози мотор. Највише се дружи са Рафаелом. На крају серије ће се венчати са Ејприл . 
Хан је најоданији слуга Шредеру. Веома је мишићав. Вођа је "љубичастих змајева"-уличне банде. Има дугу, плаву косу, везану у реп, тетоважу љубичастог змаја на једној руци, и тетоважу Фут клана на другој руци. Убио је Кејсијевог оца. 
Др. Бакстер Стокман је научник који је прославио својим радом на Маузерима - металним роботима чија је наводна улога чишћење канализационих одвода пацова, а стварна-пљачка трезора банака по Шредеровом наређењу. У првој епизоди Маузери су провалили у склониште корњача и потпуно га уништили. Због тога су Корњаче морале да нађу други дом. Када су корњаче дигле у ваздух Стокманову фабрику Маузера, Шредер га је довео у своју палату. За сваку Стокманову грешку, Шредер га је строго кажњавао - углавном је одсецао део тела. Зато је Стокман више пута издао Шредера. Међутим, морао је да ради за њега све до краја треће сезоне, када је отишао код Бишопа.
Караи је усвојена ћерка Шредера коју је Шредер пронашао док је била дете након што су је родитељи напустили. Одгојио ју је као своју ћерку. Она није зла као он. Међутим, због осећаја части и захвалности, она не може да престане да му служи. Неколико пута је помагала Корњачама и била им пријатељица све док корњаче нису помогле Утромима да протерају Шредера у епизоди "Одлазак". У 4. сезони, у епизоди " Млађи Шредер " обукла је Шредеров оклоп, пронашла је склониште Корњача и напала их. Од тада, Караи је постала нови Шредер. 
Агент Џон Бишоп је на челу америчке владине организације која се бави истраживањем ванземаљаца и унапређењем људске расе да се брани од потенцијалне инвазије. Бишоп је и сам био отет 1815. године . када је служио америчкој војсци. Био је сведок чувеног догађаја у Розвелу, 1947. године . када се ванземаљски авион срушио у тај град. Због контакта са ванземаљцима, продужио је свој живот. Његова мисија је да створи генетски супериорну војску. Вршио је експерименте на људима, мутирајући их на овај начин. Непријатељ је Корњача, јер жели да их сецира и изведе експерименте на њима. То је такође Шредеров непријатељ. 
Др. Чаплин је асистент Бакстера Стокмана. Касније му је постао шеф. Веома је амбициозан. Појављује се у 3. и 7. сезони. 
Кожноглави је крокодил-мутант. Пријатељ Корњача. Због мучења које је Бишоп вршио над њим, понекад не може да контролише свој бес. Прилично је снажан, али је и интелигентан. 
Коди Џоунс је потомак Кејсија и Ејприл. Корњаче га сусрећу у 6. сезони -"Fast Forward", када одлазе у 2105. годину. Уселиће се у његов солитер. 
Серлинг је робот помоћник који служи Кодију и Корњачама. Он се стално жали јер има превише посла. 
Ш`оканабо је један од највећих непријатеља Корњача у 2105. години . 
Поред њих, ту су и мање важни ликови: Нинџина стопала, Елитне Нинџе, Ејнџл, Морту и други Утроми, Занрамон (вођа Трицератонаца, врсте ванземаљаца), професор Ханикат, Зог, Невидљив Нинџе, Дрегон Фејс, Кејсијева мама, Тач и Го, Нитко, О’Древни, Август О’Нил, Нинџа судије, Стерли Хамбрат, Трострука Опасност, Вирал, и многи други који се нису појавили у више од једне епизоде. 

## Улоге
| Лик               | Оригинални глас    | Српски глас                                  |
| ----------------- | ------------------ | -------------------------------------------- |
| Леонардо          | Мајкл Синтерниклас | Никола Булатовић (С1-4) Радован Вујовић (С6) |
| Рафаело           | Грег Еби           | Дејан Луткић                                 |
| Микеланђело       | Вејн Грејсон       | Синиша Убовић                                |
| Донатело          | Сем Ригел          | Иван Босиљчић (С1-4) Милош Ђуричић (С6)      |
| Сплинтер          | Дарен Данстан      | Дарко Томовић                                |
| Ејприл            | Вероника Тејлор    | Ивана Кнежевић                               |
| Кејси             | Марк Томсон        | Никола Булатовић                             |
| Старли            | Аманда Браун       | Јелена Стојиљковић                           |
| Коди              | Кристофер Си Адамс | Милан Антонић                                |
| Серлинг           | Марк Томсон        | Бора Ненић                                   |
| Ороку Саки/Шредер | Скоти Реј          | Дејан Луткић                                 |
| Караи             | Карен Нил          | Ивана Кнежевић                               |
| Драко             | Марк Томсон        | Предраг Ђорђевић                             |
| Бакстер Стокман   | Скот Вилијамс      | Иван Босиљчић                                |